# Frigyes Marcell
Frigyes Marcell, családi nevén Feldstrich (Berettyóújfalu, 1900. november 20. – Ukrajna, 1943. augusztus 23.)  magyar író, újságíró.

## Életútja
A nagyváradi premontreiek gimnáziumában tanult, Budapesten érettségizett. Első könyve, az Anna. Először a lyrán (Nagyvárad, 1921) novelláival és verseivel figyelmet keltett. A Nagyváradi Napló szerkesztőségében indult pályája, majd az Új Kelethez került; számos haladó polgári lap munkatársa. 1935-ben Kolozsvárt újabb verskötete jelent meg (És lesz világosság). Tervezett regényét (A gyűlölet fia) már nem fejezhette be, munkaszolgálatosként pusztult el a fronton.